# Ammianus Marcellinus
Ammianus Marcellinus (n. 330, Antiohia pe Orontes, Siria – d. 395, Roma) a fost un general roman de origine greacă și ultimul mare istoric latin.
El este autorul operei istorice "Res gestae", formată din 31 de cărți, dintre care s-au păstrat ultimele 18, referitoare la perioada 353 - 378, tratând marile migrații ale popoarelor din zona Mării Mediterane. Ele cuprind informații prețioase și pentru istoria României. Narând campania nord-dunăreană a împăratului Valens (367), pomenește cetatea Dafne (în zona Olteniței) și Munții Serilor (probabil zona Carpaților de curbură), două toponime din secolul IV.
Ca militar, Ammianus a servit sub împărații Constantin II și Iulian Apostatul, fiind martor direct la multe din evenimentele narate în scrierile sale. În ciuda faptului că s-a străduit să fie un istoric obiectiv, din cărțile sale răzbește viziunea proprie asupra evenimentelor. De aceea, Constantin II este la el un personaj negativ, în timp ce despre Iulian Apostatul ne lasă o imagine pozitivă. Valoarea lucrării Res gestae, pentru cercetarea secolului al IV-lea, este încă controversată.